# アイはカゲロウ
『アイはカゲロウ』は、瀬口たかひろによる日本の漫画。『月刊マガジンZ』（講談社）において、2005年2月号から2006年8月号まで連載された。単行本は全2巻。

## あらすじ
突然目の前に現れた美少女は、結晶化した影だと名乗った。当惑するカゲローをよそに、美少女は存在を入れ替えようとするが、そこにトンちゃんの邪魔が入り、中途半端に下半身だけが入れ替わってしまう。

## 登場人物
相葉カゲロー（あいば カゲロー）
主人公。影が薄い。
アイちゃん
カゲローの影が結晶化したムチプリな美少女。カゲローの初恋の相手（義理の妹）にそっくり。
東陳張（とんちゃんちゃん）
愛称トンちゃん。カゲローの自称彼女（情人?）。